# Fosfatidilcolina-retinolo O-aciltransferasi
La fosfatidilcolina-retinolo O-aciltransferasi è un enzima appartenente alla classe delle transferasi, che catalizza la seguente reazione:
fosfatidilcolina + retinolo-(proteina che lega il retinolo cellulare) ⇄ 2-acilglicerofosfocolina + retinil-estere-(proteina che lega il retinolo cellulare)
L'enzima è specifico per il trasferimento dei residui sn-1-acil di fosfatidilcolina.